# Бугатти (трасса)
Автодром Бугатти (фр. Bugatti au Mans) — гоночная трасса, расположенная в городе Ле-Ман (Франция). На трассе был проведён Гран-при Франции 1967 года. Является частью известного автодрома Сарте (Circuit de la Sarthe), на котором проходят знаменитые гонки 24 часа Ле-Мана.
Трасса была открыта в 1965 году и названа в честь Этторе Бугатти — основателя компании Bugatti.
Также на кольце Бугатти проводились гонки Формулы-3000 (1986—1991), MotoGP (1985—2007), DTM (2006), Формулы-3 (2003—2006).

## Конфигурации трассы

Расположение трассы Бугатти по отношению к полной трассе Сарта

Трасса Бугатти включает часть кольца трассы Сарта, шикану Ford в конце круга, пит-лейн, линию старт финиш и поворот Dunlop. Остальная часть трассы была проложена по территории автомобильной стоянки. Трасса Bugatti au Mans сочетала длинные прямые и скоростные повороты, на которых участники могли двигаться на максимальных скоростях, с острыми шпильками. Поэтому кольцо не относилось к числу скоростных — средние скорости гонщиков находились в пределе 160—170 км/ч (лучший круг в гонке Грэма Хилла был со средней скоростью 165,4 км/ч).
| Версия | Длина (м) | Гран-при | Рекорд круга в квалификации |
| Версия | Длина (м) | Гран-при | Рекорд круга в гонке        |
| ------ | --------- | -------- | --------------------------- |
| 1967   | 4 442     | 1 (1967) | 1:36,2 (1967, Грэм Хилл)    |
| 1967   | 4 442     | 1 (1967) | 1:36,7 (1967, Грэм Хилл)    |

## Гран-при Франции на трассе Бугатти
| Сезон | #  | #    | Пилот       | Конструктор   | Отчёт |
| ----- | -- | ---- | ----------- | ------------- | ----- |
| 1967  | 17 | LIII | Джек Брэбем | Brabham-Repco | Отчёт |